# Tir à l'arc aux Jeux olympiques de 1900
Navigation
Saint-Louis 1904

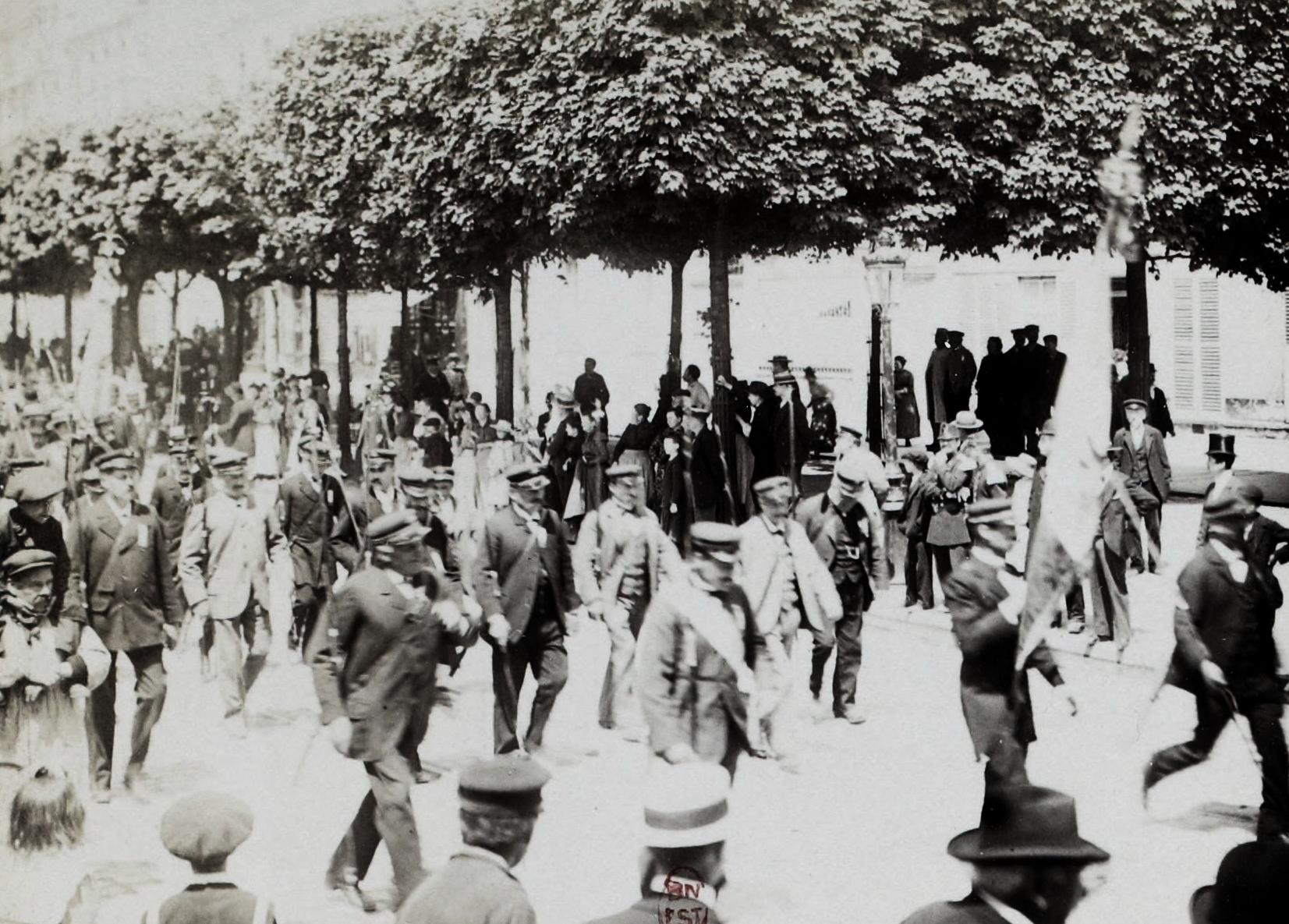
Défilé de compagnie d'archers pour l'ouverture du concours de tir à l'arc des JO 1900.

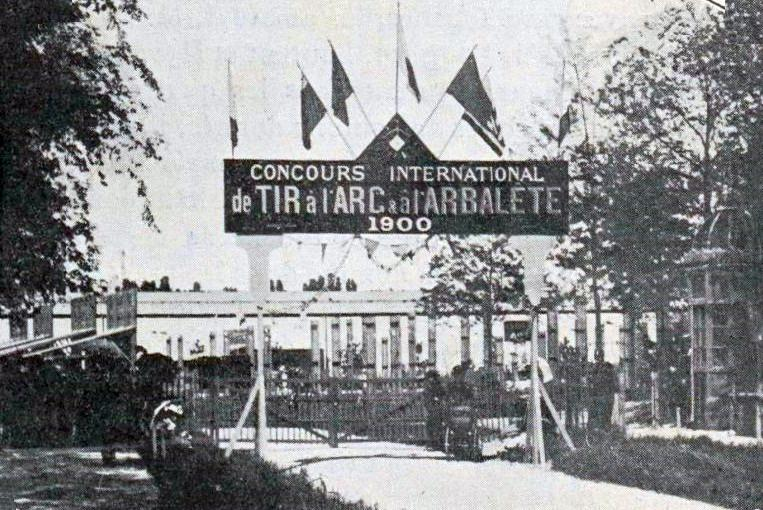
Entrée du stand de tir à l'arc et à l'arbalette à Vincennes.

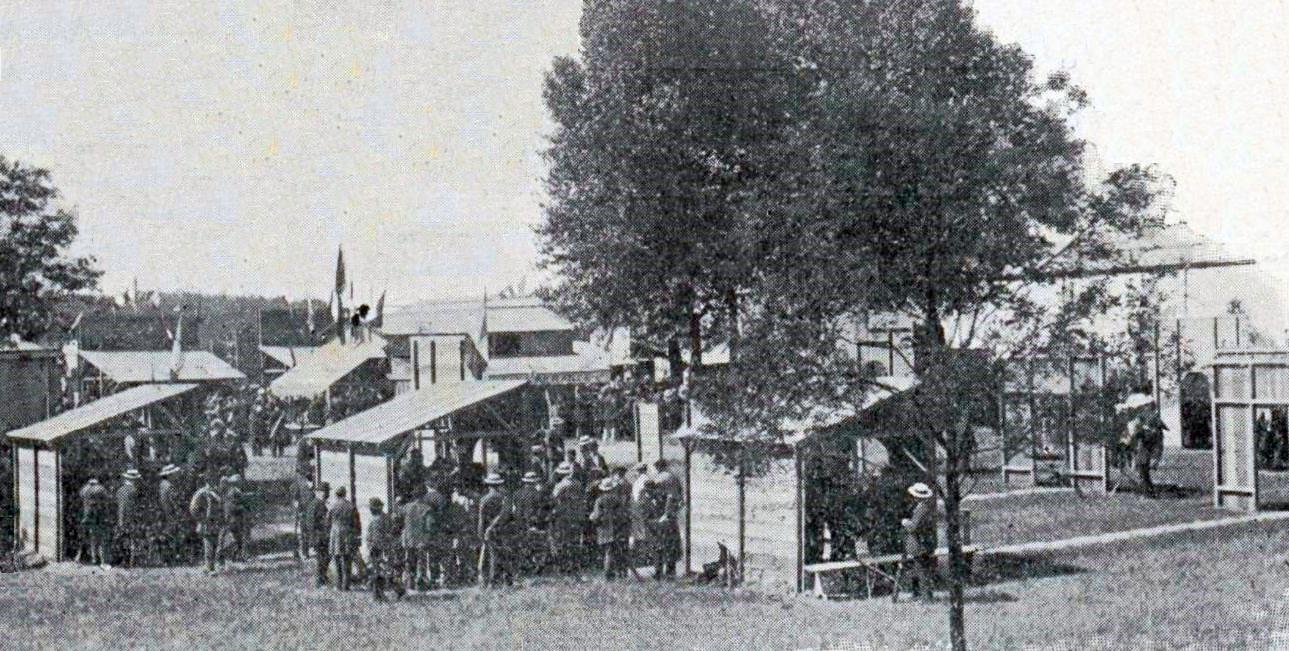
Le stand de tir à l'arc de l'ancien vélodrome de Vincennes.

Pour sa première apparition aux Jeux olympiques, des épreuves de Tir à l'arc sont organisées à Paris en 1900. Six d'entre elles seront véritablement reconnues par le Comité international olympique.
Parmi les 153 participants, seuls 17 sont connus et représentent 3 nations : la France, la Belgique et les Pays-Bas.

## Tableau des médailles
| Rang | Pays     | Médaille d'or | Médaille d'argent | Médaille de bronze | Total |
| 1    | France   | 4             | 5                 | 4                  | 13    |
| 2    | Belgique | 3             | 3                 | 1                  | 7     |

## Résultats

### Au cordon doré (33 m)
| Médaille | Pays     | Archer           |
| -------- | -------- | ---------------- |
| Or       | Belgique | Hubert Van Innis |
| Argent   | France   | Victor Thibault  |
| Bronze   | France   | Frédéric Petit   |

### Au cordon doré (50 m)
| Médaille | Pays     | Archer           | Points |
| -------- | -------- | ---------------- | ------ |
| Or       | France   | Henri Hérouin    | 31     |
| Argent   | Belgique | Hubert Van Innis | 29     |
| Bronze   | France   | Émile Fisseux    | 28     |

### Au chapelet (33 m)
| Médaille | Pays     | Archer           |
| -------- | -------- | ---------------- |
| Or       | Belgique | Hubert Van Innis |
| Argent   | France   | Victor Thibault  |
| Bronze   | France   | Frédéric Petit   |

### Au chapelet (50 m)
| Médaille | Pays   | Archer        |
| -------- | ------ | ------------- |
| Or       | France | Eugène Mougin |
| Argent   | France | Henri Helle   |
| Bronze   | France | Émile Mercier |

### Sur la perche à la herse
| Médaille | Pays     | Archer            |
| -------- | -------- | ----------------- |
| Or       | Belgique | Emmanuel Foulon   |
| Argent   | France   | Auguste Serrurier |
| Argent   | Belgique | Émile Druart      |

### Sur la perche à la pyramide
| Médaille | Pays     | Archer            |
| -------- | -------- | ----------------- |
| Or       | France   | Émile Grumiaux    |
| Argent   | France   | Auguste Serrurier |
| Bronze   | Belgique | Louis Glineux     |

### Championnat du Monde (au Berceau)
| Médaille | Pays     | Archer           | Points |
| -------- | -------- | ---------------- | ------ |
| Or       | France   | Henri Hérouin    | 22pts  |
| Argent   | Belgique | Hubert Van Innis | 16pts  |

Seulement deux archers ont participé.

## Épreuves non reconnues par le CIO

### Game Shooting
| Médaille | Pays       | Archer                                                                                                |
| -------- | ---------- | --- |
| Or       | Australie  | D. Machintosh (également vainqueur du Grand Prix du Centenaire du tir aux pigeons vivants (au fusil)) |
| Argent   | Espagne    | Santiago Pidal                                                                                        |
| Bronze   | États-Unis | Murphy                                                                                                |

### Tir à l'arbalète

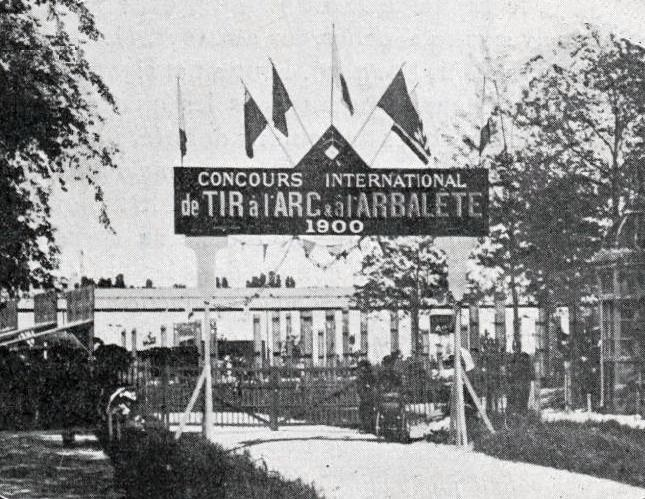
Entrée du stand de tir à l'arbalète, à Vincennes, pour l'exposition universelle de 1900.

Un concours de tir à l'arbalète est également organisé: trois catégories (bloc à 35 mètres, flèche à 28 mètres, et fléchette à 20 mètres) sont mis sur pieds. Le résultat final de chaque catégorie sert à décerner le Prix du Président de la République (déclaré comme un "Championnat"), dont le vainqueur est le militaire français Chambroy de Paris (total de 13 bagues gagnées), de la 1re Compagnie de Vincennes (également vainqueur de la catégorie fléchette à 20 mètres (9 bagues)) (Mr Josenin, de Caudry, remporte la catégorie flèche à 25 mètres, et Mr Lazon fils, de l'Avenir de Cambrai (vainqueur par équipes), remporte celle du bloc à 35 mètres).

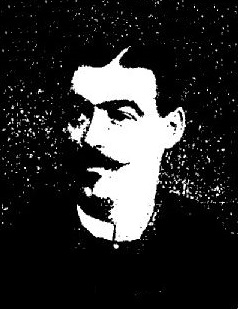
Chambroy, vainqueur du concours à l'arbalette de l'Exposition universelle de Paris en 1900.